# Bucsu, Vas
Bucsu  este un sat în districtul Szombathely, județul Vas, Ungaria, având o populație de 572 de locuitori (2011). 

## Demografie
Componența etnică a satului Bucsu
     Maghiari (95,65%)
     Germani (2,43%)
     Croați (1,39%)
     Români (0,52%)
Componența confesională a satului Bucsu
     Romano-catolici (80,77%)
     Fără religie (7,17%)
     Reformați (1,75%)
     Luterani (1,05%)
     Necunoscută (9,27%)
Conform recensământului din 2011, satul Bucsu avea 572 de locuitori. Din punct de vedere etnic, majoritatea locuitorilor (95,65%) erau maghiari, existând și minorități de germani (2,43%) și croați (1,39%).  Din punct de vedere confesional, majoritatea locuitorilor (80,77%) erau romano-catolici, existând și minorități de persoane fără religie (7,17%), reformați (1,75%) și luterani (1,05%). Pentru 9,27% din locuitori nu este cunoscută apartenența confesională.